# Kabinett Pinto Balsemão II

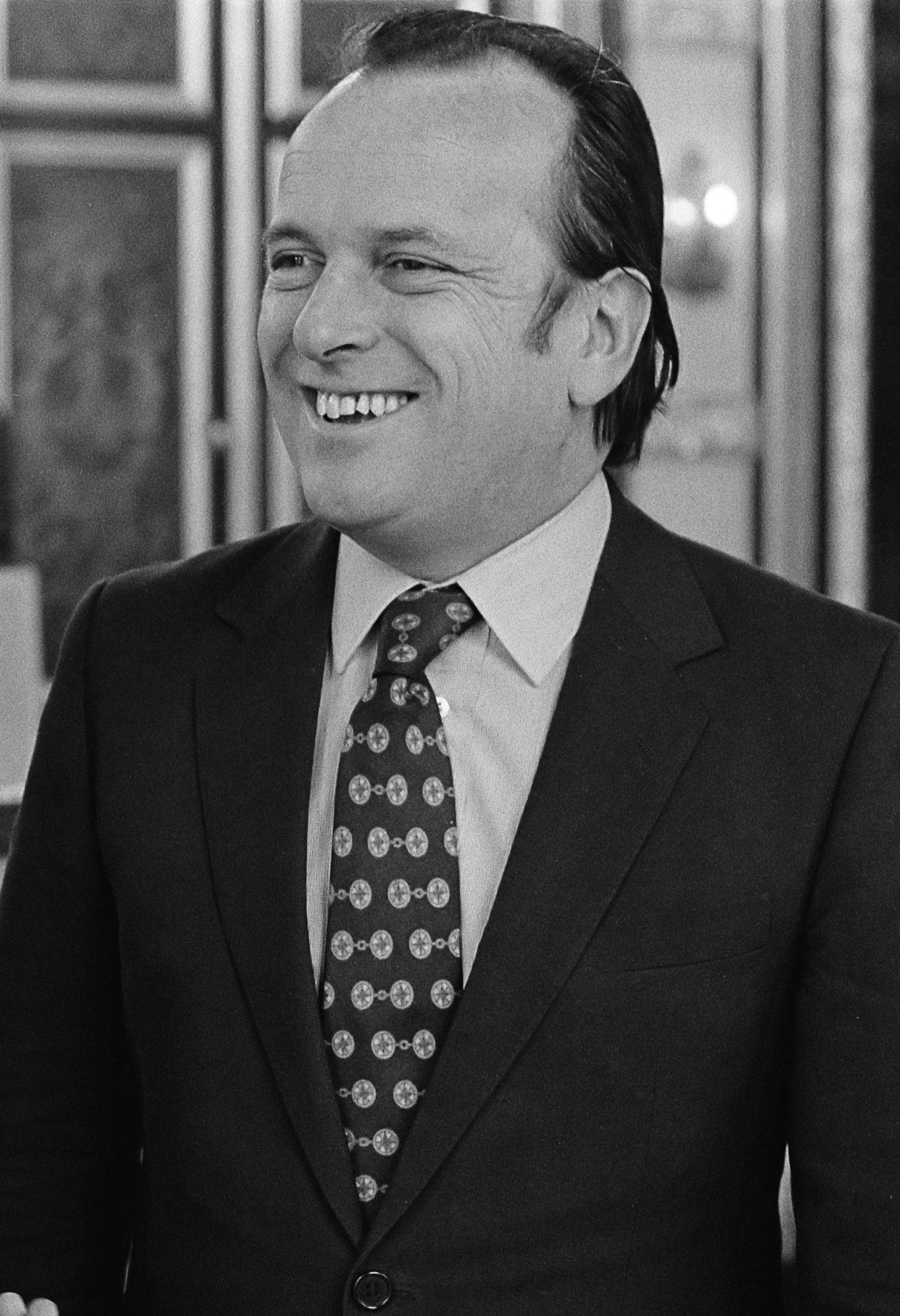
Francisco Pinto Balsemão war von 1981 bis 1983 Premierminister Portugals

Das Kabinett Pinto Balsemão II wurde in Portugal am 4. September 1981 von Premierminister Francisco Pinto Balsemão gebildet und löste das Kabinett Pinto Balsemão I ab. Dem Kabinett gehörten Mitglieder der Partido Social Democrata (PSD), des Centro Democrático e Social (CSD) sowie der Partido Popular Monárquico (PPM) an. Am 9. Juni 1983 bildete Mário Soares das Kabinett Soares III.
| Amt                                                          | Amtsinhaber                                    | Beginn der Amtszeit             | Ende der Amtszeit          |
| ------------------------------------------------------------ | ---------------------------------------------- | ------------------------------- | -------------------------- |
| Premierminister                                              | Francisco Pinto Balsemão                       | 4. September 1981               | 9. Juni 1983               |
| Vize-Premierminister                                         | Diogo Freitas do Amaral                        | 4. September 1981               | 9. Juni 1983               |
| Staatsminister, Minister für Lebensqualität                  | Gonçalo Ribeiro Telles                         | 4. September 1981               | 9. Juni 1983               |
| Staatsminister, Minister für Finanzen und Planung            | João Salgueiro                                 | 4. September 1981               | 9. Juni 1983               |
| Minister für Nationale Verteidigung                          | Diogo Freitas do Amaral                        | 4. September 1981               | 9. Juni 1983               |
| Minister für Parlamentarische Angelegenheiten                | Fernando Amaral Marcelo Rebelo de Sousa        | 4. September 1981 12. Juni 1982 | 12. Juni 1982 9. Juni 1983 |
| Minister für Innere Verwaltung                               | Ângelo Correia                                 | 4. September 1981               | 9. Juni 1983               |
| Außenminister                                                | André Gonçalves Pereira Vasco Futscher Pereira | 4. September 1981 9. Juni 1982  | 9. Juni 1982 9. Juni 1983  |
| Minister für Justiz und Verwaltungsreformen                  | José Menéres Pimentel                          | 4. September 1981               | 9. Juni 1983               |
| Minister für Bildung und Universitäten                       | Vítor Crespo João José Fraústo da Silva        | 4. September 1981 12. Juni 1982 | 12. Juni 1982 9. Juni 1983 |
| Arbeitsminister                                              | António Queirós Martins Luís Morales           | 4. September 1981 12. Juni 1982 | 12. Juni 1982 9. Juni 1983 |
| Minister für Soziale Angelegenheiten                         | Luís Barbosa                                   | 4. September 1981               | 9. Juni 1983               |
| Minister für Landwirtschaft, Handel und Fischerei            | Basílio Horta                                  | 4. September 1981               | 9. Juni 1983               |
| Minister für Industrie, Energie und Außenhandel              | Ricardo Bayão Horta                            | 4. September 1981               | 9. Juni 1983               |
| Minister für Kultur und Wissenschaftskoordination            | Francisco Lucas Pires                          | 4. September 1981               | 9. Juni 1983               |
| Minister für Wohnungswesen, öffentliche Arbeiten und Verkehr | José Viana Baptista                            | 4. September 1981               | 9. Juni 1983               |
| Minister für die Autonome Region Azoren                      | Tomás George Conceição Silva                   | 4. September 1981               | 9. Juni 1983               |
| Minister für die Autonome Region Madeira                     | Lino Miguel                                    | 4. September 1981               | 9. Juni 1983               |